# Nupserha sexpunctata
Nupserha sexpunctata là một loài bọ cánh cứng trong họ Cerambycidae.